# Burg Karlštejn

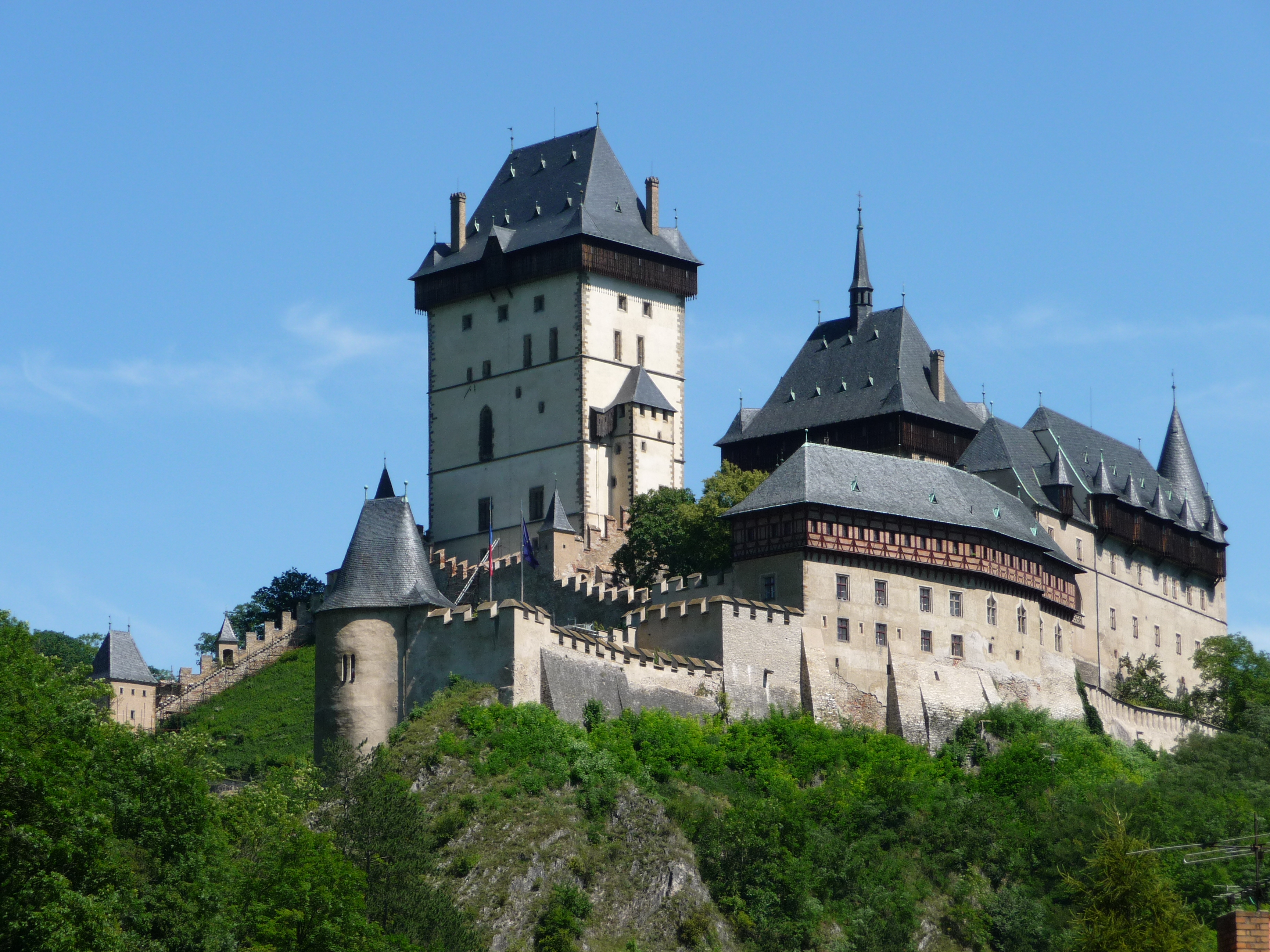
Burg Karlstein

Die Burg Karlstein (tschechisch Hrad Karlštejn) ist eine gotische Burg im böhmischen Karlštejn (deutsch Karlstein), etwa 30 km südwestlich von Prag. Mit rund 147.000 Besuchern im Jahr 2024 ist sie eine der meistbesuchten Burgen Tschechiens. Die ursprüngliche Höhenburg wurde 1348 von Kaiser Karl IV. gegründet und beherbergte zunächst bis 1421 die Reichskleinodien des Heiligen Römischen Reiches. Auch die Wenzelskrone des Königreichs Böhmen wurde zeitweise in der Burg Karlstein aufbewahrt.

## Geschichte

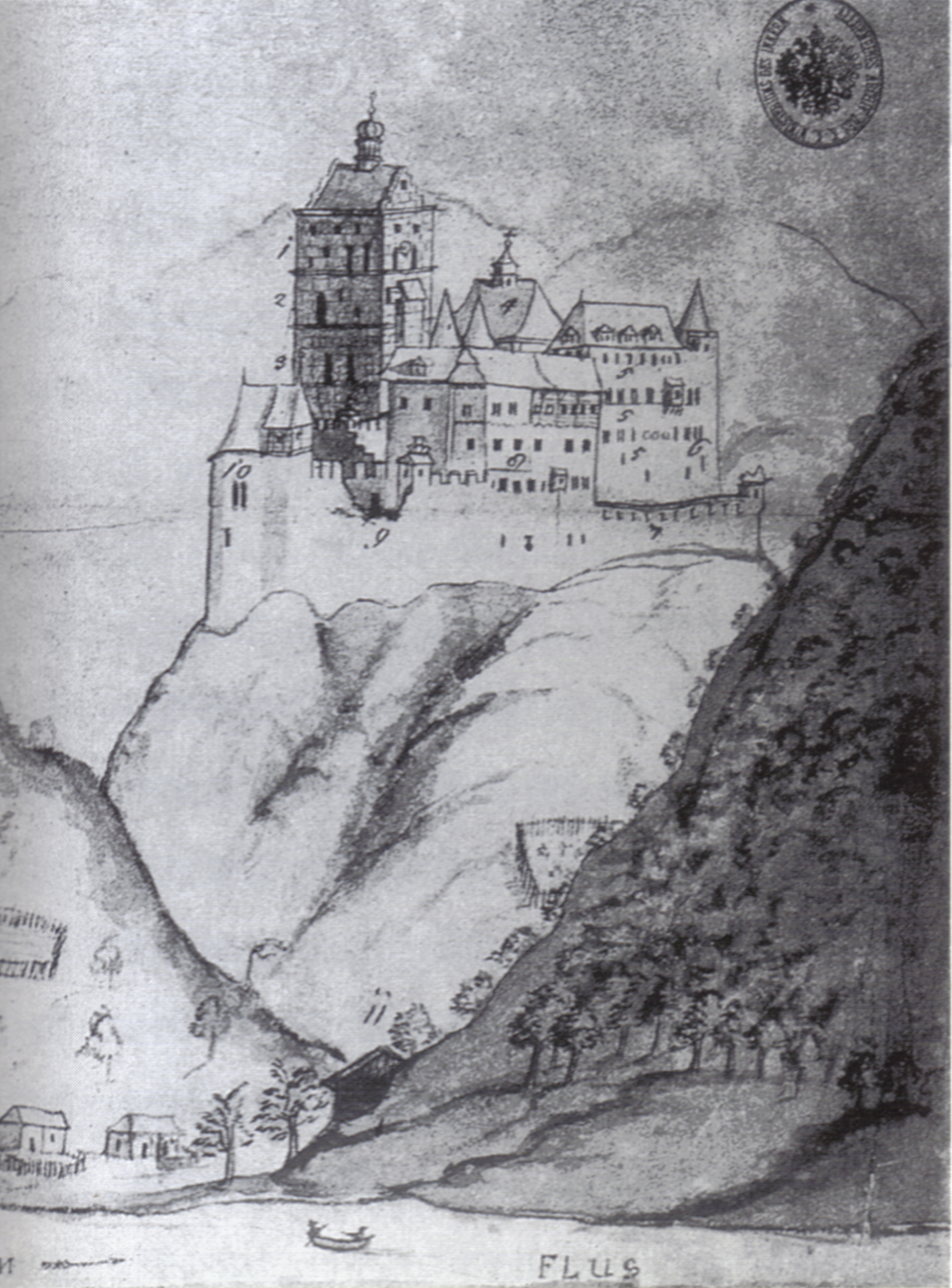
Älteste bekannte Darstellung der Burg um 1720

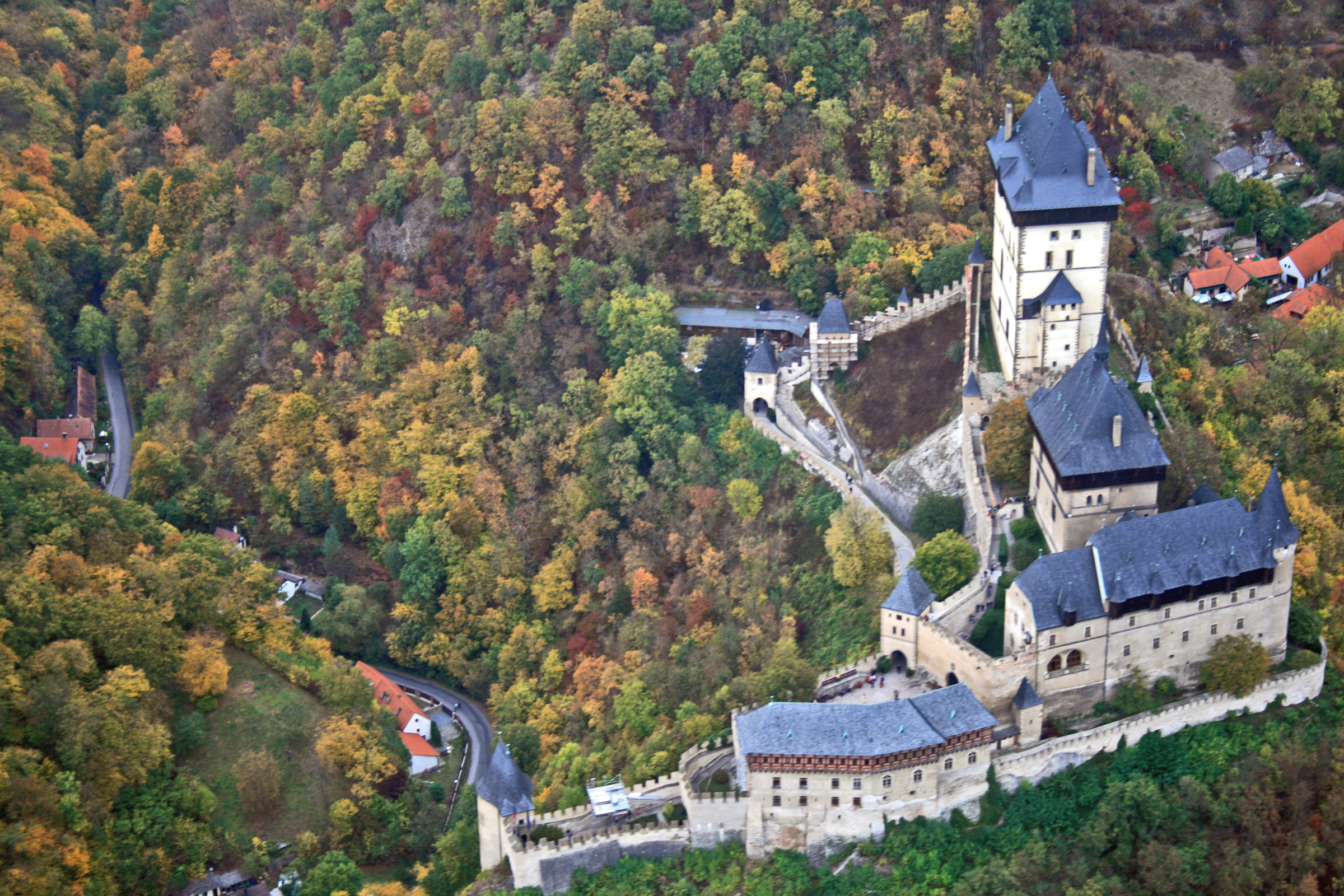
Luftbild der Burg Karlstein

Die Burg Karlstein wurde 1348 von Karl IV. gegründet, nachdem er erstmals zum römisch-deutschen König gewählt worden war (die Kaiserkrönung wurde erst 1355 vollzogen). Im Tschechischen war sie historisch auch als Karlův Týn bekannt. Sie wurde als Schatzkammer der Reichskleinodien des Heiligen Römischen Reiches und der gewaltigen Reliquiensammlung Karls IV. angelegt. Bis die wichtigsten Mauern standen, vergingen zehn Jahre, der Bau der Kapelle des Heiligen Kreuzes dauerte bis 1365. Die Außenmauern sollten den Eroberungsversuchen standhalten, trotzdem wurden die Reichskleinodien in den Hussitenkriegen um 1421 von König Sigismund evakuiert und über Ungarn in die Reichsstadt Nürnberg in Sicherheit gebracht.
Die erste Bewährung bestand die Burg 1422, als die Prager Fraktion der Hussiten sie erfolglos belagerte. Dabei wurden mit fünf Bliden 9.032 Steine, 1.822 mit Jauche gefüllte Fässer und 22 Fässer mit Feuer in die Burganlage geschleudert. Die Auswirkungen der Jauche konnten durch ungelöschten Kalk abgemildert werden. Es kamen auch Steinbüchsen zum Einsatz. Die Kugeln, aus örtlich vorhandenem Kalkstein gefertigt, erwiesen sich als zu weich für die Mauerstärken der Burg, sodass endlich sogar Steinsäulen aus Prager Kirchen zu Kugeln verarbeitet wurden.
Von 1498 bis 1526 wurde Zdeniek Lev von Rosental zunächst zum Karlsteiner Burggrafen, dann zum Prager Oberstburggrafen berufen. Ende des 16. Jahrhunderts wurden auf Anordnung des Kaisers Rudolf II. die Außenmauern nochmals befestigt und erneuert. Nach dem Prager Fenstersturz im Mai 1618 setzten die aufständischen böhmischen Stände den Burggrafen Adam Hrzán von Harasov ab und setzten Heinrich von Loß auf Komarov an seiner Stelle ein. 1619 wurden die verbliebenen böhmischen Krönungsschätze mit dem Archiv nach Prag gebracht. Nach der Niederlage des böhmischen Winterkönigs (27. August 1619 bis 8. November 1620) Friedrich von der Pfalz gegen die Truppen Kaiser Ferdinands II. in der Schlacht am Weißen Berg im November 1620 übergab die Besatzung aus 600 Mann englischen Hilfstruppen die Burg kampflos an Karl von Liechtenstein. Burggraf Heinrich von Loß wurde am 21. Juni 1621 zusammen mit 26 anderen Anführern des Ständeaufstands in Prag hingerichtet. 1625 wurde das Amt des Burggrafen auf dem Karlstein nicht mehr besetzt, im nächsten Jahr verpfändete der Kaiser die Burg an Johann Kawka von Řičan. Während der Belagerung Prags durch die Schweden im Jahr 1648 eroberten schwedische Truppen auch Burg Karlstein.
Die Burg verfiel danach langsam, da sie nur noch von einigen Beamten und zunächst noch dem Dechanten von Karlstein bewohnt wurde, bis der Dechant Franz Ferdinand Czedik von Eisenberg in den Jahren nach 1671 in sein nahes Stiftsgut Praskolesy übersiedelte. Erst Kaiser Franz II. und sein Sohn Ferdinand ließen Mitte des 19. Jahrhunderts die Burg renovieren. Das heutige Aussehen erhielt die Burg nach den Umbauten, die von 1887 bis 1899 dauerten. Die Pläne stammen vom Architekten Friedrich von Schmidt, die dann aber von Josef Mocker geändert wurden, der auch die Oberaufsicht über die Rekonstruktion hatte. Die naheliegenden Dörfer Budňany und Poučník wurden 1952 zur Gemeinde Karlštejn zusammengefasst. Die Burg Karlstein befindet sich seit 6. Juli 2001 in der Tentativliste des UNESCO-Welterbes.

## Beschreibung

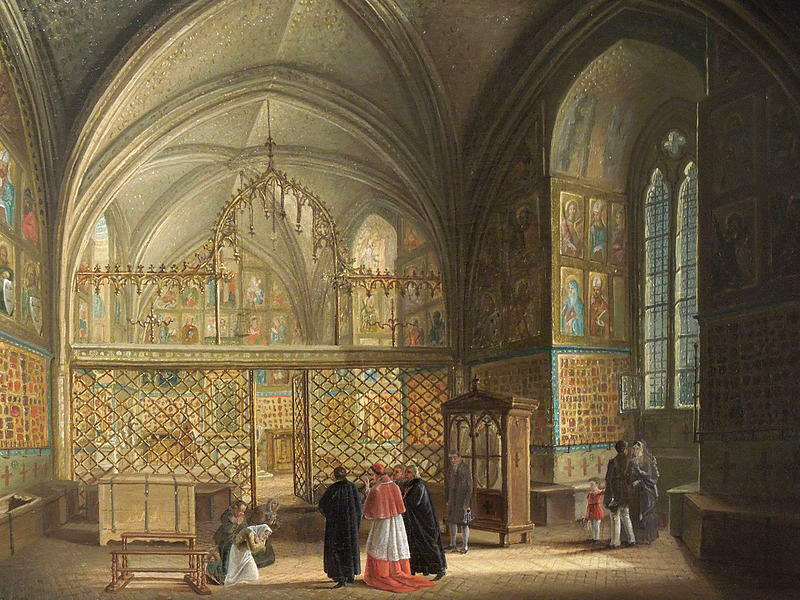
Kreuzkapelle von Ludwig Kohl

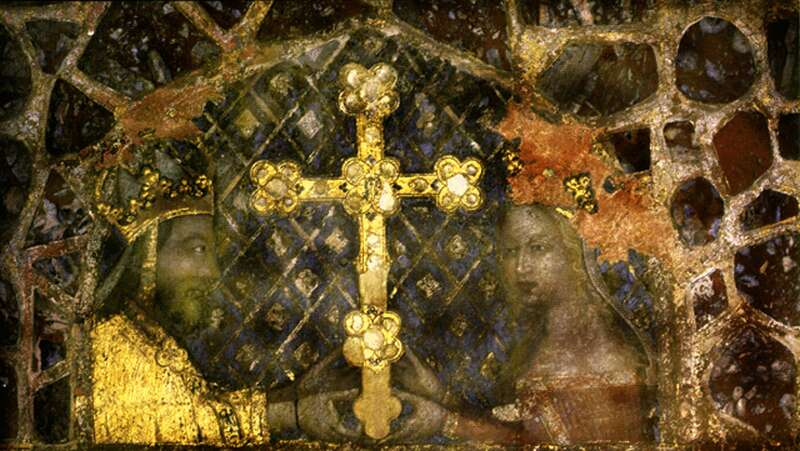
Kaiser Karl IV. und seine dritte Gemahlin Anna von Schweidnitz. Wandbild in der Katharinenkapelle (um 1357)

Die einzelnen Teile der Burg befinden sich auf verschiedenen Höhen, die ihre jeweilige Bedeutung verdeutlichen. Auf der niedrigsten Ebene befindet sich die Unterburg mit dem Burggrafenhaus und dem Brunnen, darüber erstreckt sich der zweigeschossige Kaiserpalast mit dem königlichen Schlafzimmer, den Gemächern für die Fürstinnen und den Hofstaat (Audienzsaal, Luxemburger Saal, Kapiteldekanat), auf einer weiteren Ebene thront der Marienturm mit Marien-, Katharinenkapelle und Sakristei, und an der Spitze befindet sich der Große Turm, der für die Unterbringung des böhmischen Königsschatzes und der Reichskleinodien bestimmt war (Treppenhaus, Kreuzkapelle und Lapidarium). Der Turm, dessen Grundriss 25 und 17 Meter misst, ist das Wahrzeichen der Burg. Seine Mauern sind vier Meter dick, an der nördlichen Seite sieben Meter. Hauptraum ist die Kapelle des Heiligen Kreuzes. Die Wandverkleidung der Kapelle mit Gemälden stammt vom Hofmaler Karls IV., Meister Theodorik. Die Gemälde stellen die „Himmlische Armee“ dar.
Die Burg hat keinen natürlichen Brunnen. Bergleute aus Kutná Hora teuften einen Schacht auf 80 Meter Tiefe für einen Burgbrunnen ab, stießen dabei aber nicht auf Wasser. Aufgrund dessen erfolgte die Zuleitung von Wasser des nahegelegenen Baches Budňanský potok in eine Zisterne. Dieser Schwachpunkt im Falle einer Belagerung wurde geheim gehalten. Außerdem verfügt die Burg über mehrere Kapellen. Die Kreuzkapelle befindet sich im dritten Geschoss des Hauptturms und diente dem Kaiser seit 1365 als Aufbewahrungsort der Reichskleinodien, die 1350 in seinen Besitz übergegangen waren. In der Marienkapelle, die als Unterkirche der Kreuzkapelle angesehen werden kann, ließ Karl als Wandgemälde die sogenannten „Reliquienszenen“ anbringen, ähnlich denen in der Sainte-Chapelle in Paris. An die Marienkapelle grenzt eine kleine Kapelle der hl. Katharina an, die offensichtlich ein Privatoratorium des Kaisers war. Es enthält auch ein Doppelporträt von Karl IV. mit seiner Gattin Anna von Schweidnitz.